# Klaus Allofs
Klaus Allofs (ur. 5 grudnia 1956 w Düsseldorfie) – niemiecki piłkarz, który występował na pozycji napastnika, trener piłkarski. Brat Thomasa.

## Kariera klubowa
Allofs zawodową karierę rozpoczynał w 1975 roku w Fortunie Düsseldorf z Bundesligi. W tych rozgrywkach zadebiutował 13 września 1975 roku w przegranym 1:3 meczu z Eintrachtem Brunszwik. 23 października 1976 roku w wygranym 2:0 pojedynku z MSV Duisburg strzelił pierwszego gola w Bundeslidze. W 1979 roku z 22 bramkami na koncie został królem strzelców Bundesligi. W tym samym roku dotarł z zespołem do finału Pucharu Zdobywców Pucharów, gdzie Fortuna uległa jednak Barcelonie. W 1979 roku oraz w 1980 roku Allofs zdobył natomiast z klubem Puchar RFN.
W 1981 roku odszedł do 1. FC Köln, również z Bundesligi. Pierwszy ligowy mecz zaliczył tam 8 sierpnia 1981 roku przeciwko Borussii Dortmund (1:0). W 1982 roku wywalczył z zespołem wicemistrzostwo RFN. W 1984 roku zajął 2. miejsce w klasyfikacji strzelców Bundesligi, a rok później jej królem strzelców. W 1986 roku dotarł z klubem do finału Pucharu UEFA, jednak ekipa 1. FC Köln przegrała tam z Realem Madryt.
W 1987 roku Allofs został graczem francuskiego Olympique Marsylia. W 1989 roku zdobył z nim mistrzostwo Francji oraz Puchar Francji. W tym samym roku odszedł do Girondins Bordeaux. Przez rok rozegrał tam 37 spotkań i zdobył 14 bramek. W 1990 roku wrócił do RFN, gdzie podpisał kontrakt z pierwszoligowym Werderem Brema. W 1991 roku zdobył z nim Puchar Niemiec, w 1992 roku Puchar Zdobywców Pucharów, a w 1993 roku mistrzostwo Niemiec. W tym samym roku zakończył karierę.

## Kariera reprezentacyjna
W reprezentacji RFN Allofs zadebiutował 11 października 1978 roku w wygranym 4:3 towarzyskim meczu z Czechosłowacją. 12 września 1979 roku w wygranym 2:1 towarzyskim pojedynku z Argentyną strzelił pierwszego gola w drużynie narodowej.
W 1980 roku znalazł się w kadrze na Mistrzostwa Europy. Zagrał na nich w spotkaniach z Czechosłowacją (1:0), Holandią (3:2) i w finale Belgią (2:1). W meczu z Holandią strzelił także 3 gole i został królem strzelców Mistrzostw Europy. Reprezentacja RFN została natomiast triumfatorem tamtego turnieju.
W 1984 roku Allofs ponownie wziął udział w Mistrzostwach Europy. Wystąpił na nich w pojedynkach z Portugalią (0:0), Rumunią (2:1) i Hiszpanią (0:1). Tamten turniej kadra RFN zakończył na fazie grupowej.
W 1986 roku był uczestnikiem Mistrzostw Świata 1986. Zagrał tam w spotkaniach z Urugwajem (1:1), Szkocją (2:1), Danią (0:2), Marokiem (1:0), Meksykiem (0:0, 4:1 w rzutach karnych), Francją (2:0) oraz w finale z Argentyną (2:3). Reprezentacja RFN zakończyła tamten mundial na 2. miejscu.
W latach 1978–1988 w drużynie narodowej Allofs rozegrał w sumie 56 spotkań i zdobył 17 bramek.